# Jerusalem Est

Mapa de Jerusalem Est
Jerusalem oest
Jerusalem est, àrees jueves
Cisjordània, àrees jueves
Jerusalem est, àrees àrabs
Cisjordània, àrees àrabs
Ciutat Vella— Frontera de l'armistici de 1949
— Frontera de Jerusalem Est
— Frontera anterior a 1967

Jerusalem Est o Jerusalem Oriental és el nom que rep la part oriental de la ciutat de Jerusalem capturada per Jordània en la Guerra araboisraeliana de 1948 i que va romandre sota administració àrab fins a 1967. Després de la Guerra dels Sis Dies, va ser conquerida per Israel i annexionada a la resta del municipi de Jerusalem en virtut de la Llei de Jerusalem (1980). Inclou la Ciutat Vella i alguns dels principals llocs religiosos (basílica del Sant Sepulcre, Esplanada de les Mesquites/Mont del Temple i Mur de les Lamentacions).
Jerusalem Est pot referir-se en sentit ampli a tota l'àrea que va romandre sota administració jordana entre 1948 i 1967, i que fou després incorporada al municipi de Jerusalem (uns 70 km²), o únicament al municipi jordà anterior a 1967, cobrint en aquest cas només 6,4 km². El Mont Scopus, que era un enclavament israelià dintre del territori jordà abans de 1967 i on es va situar la Universitat Hebrea, no es considera part de Jerusalem Est.
Durant el període que va romandre sota administració jordana, Jerusalem Est va perdre gran part de la seva importància: en deixar de ser capital i perdre la seva connexió amb la costa, va disminuir el seu paper com a centre comercial, i fins i tot va disminuir la seva població, perquè bona part dels comerços i l'administració es van traslladar a Amman. No obstant això, va mantenir la seva importància religiosa i el seu paper de centre regional. Després de la conquesta israeliana, l'Organització per l'Alliberament de Palestina i després l'Autoritat Nacional Palestina han reivindicat Jerusalem Est com a capital del futur Estat palestí.
La declaració de principis palestí-israelians, signada a Oslo el 13 de setembre de 1993, va ajornar la decisió sobre l'estatut permanent de Jerusalem per a les etapes finals de les negociacions entre Israel i els palestins. La possibilitat de la capitalitat palestina en la zona oriental de la ciutat va ser considerada per Israel per primera vegada a Camp David (2000) i en la Cimera de Taba (2001), encara que aquestes negociacions van acabar sense acord i aquesta possibilitat no ha tornat a ser considerada per Israel des de llavors.
El dia 13 de desembre de 2017, 53 països de majoria musulmana va declarar Jerusalem Est com la capital Palestina, després de la crisi pel canvi d'statu quo de la ciutat després que Donald Trump declarés Jerusalem capital d'Israel.